# Respetuoso con el medio ambiente
Respetuoso con el medio ambiente (también llamado respetuoso con la naturaleza, ecológico o verde) es un término utilizado para referirse a productos y servicios, leyes, directrices y políticas que repercuten poco o nada en el medio ambiente. Las empresas utilizan a veces estos términos imprecisos para promocionar productos y servicios, acompañándolos en ocasiones de una certificación más específica, como es una eco-etiqueta. Al no existir un estándar internacional, la Organización Internacional de Normalización no respalda estas etiquetas.
Algunas empresas hacen un uso engañoso de estos términos para promocionar sus productos o servicios, práctica que se conoce como greenwashing.

## Variación por zonas

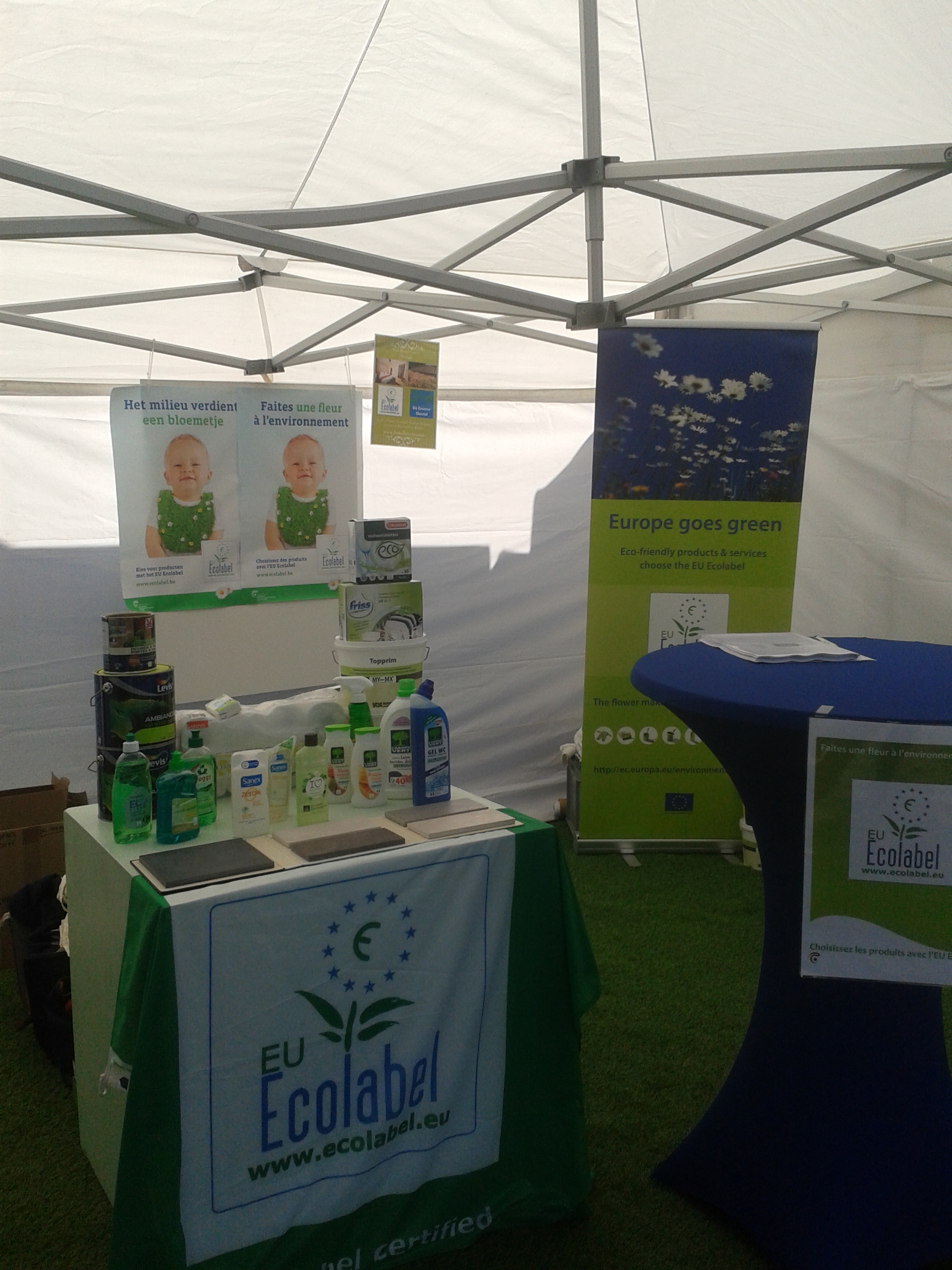
Stand para promocionar la ecoetiqueta de la UE.

### Europa
Los artículo producidos por miembros de la Unión Europea pueden usar la eco-etiqueta europea. EMAS es otra etiqueta usada en la Unión Europea que indica que la dirección y las políticas de la empresa son verdes en lugar de un producto. Alemania también usa Blue angel, otro tipo de certificación basada en los estándares alemanes.

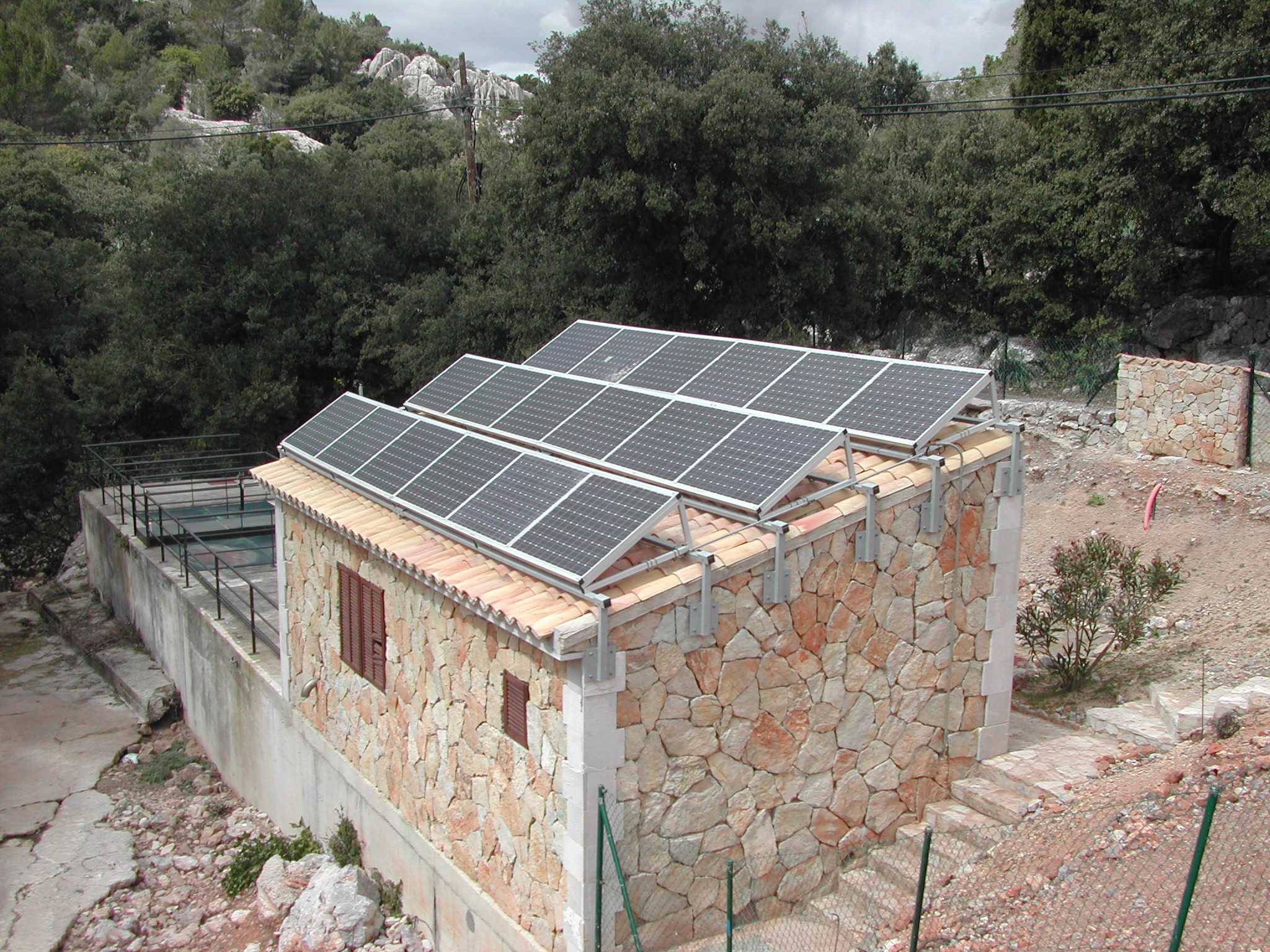
Una planta de tratamiento de aguas residuales que usa energía solar, en el monasterio del Santuario de Lluc.

### América del Norte
En los Estados Unidos, el marketing medioambiental requiere una especial atención. Títulos ambiguos como Respetuoso con el medio ambiente (en inglés:environmentally friendly) pueden ser confusos al no existir una definición exacta; algunos organismos reguladores están marcando ciertas pautas, sólo como recomendación.
La Agencia de Protección Ambiental de los Estados Unidos ha determinado que el uso del término Respetuoso con el medio ambiente no sirve para determinar si un producto es realmente "verde".
En Canadá, una certificación es la entregada por el Environmental Choice Program. Creado en 1988, sólo los productos directamente aprobados por el programa pueden utilizar el distintivo en su etiqueta.

### Oceanía
Se utiliza una etiqueta de Tipo III de calificación energética que posee información sobre la "energía utilizada por unidad" para su fabricación. Fue utilizado por primera vez en 1986 y rediseñada más tarde en el año 2000.

### Internacional
Energy Star es un programa con el objetivo de reducir las emisiones de gases de efecto invernadero. Energy Star cuenta con secciones diferentes para las diferentes naciones o regiones, incluidos los Estados Unidos, la Unión Europea y Australia. El programa comenzó en los Estados Unidos, pero también existe en Canadá, Japón, Nueva Zelanda y Taiwán.